# NGC 6166
NGC 6166 هي مجرة تتبع كوكبة الجاثي. اكتشفها ويليام هيرشل في 30 مايو 1791.

## روابط خارجية
- NGC 6166 على موقع ويكي سكاي: DSS2, SDSS, GALEX, IRAS, Hydrogen α, X-Ray, Astrophoto, Sky Map, Articles and images